# 와타나베 마사시
와타나베 마사시(일본어: 渡辺 正, 1936년 1월 11일 ~ 1995년 12월 7일)는 일본의 전 축구 선수이자 전 축구 지도자로 선수 시절 포지션은 공격수였다.

## 선수 시절

### 클럽
1936년 1월 11일 일본 히로시마현 히로시마시 출생으로 히로시마 모토마치 고등학교 졸업 후 1954년 신일본제철 야와타에 입단했지만 단 1경기도 출장하지 못했고 이후 1958년 릿쿄 대학에 입학하여 1961년 졸업 후 이듬해인 1962년 신일본제철 야와타에 재입단하여 1971년 은퇴할 때까지 79경기에서 19골을 터뜨리며 일본 사커 리그 2회 준우승, 천황배 1회 우승(1964년) 및 3회 준우승(1956년, 1965년, 1968년)에 일조했으며 1968년에는 일본 사커 리그 베스트 11에도 선정되는 영예를 안았다.

### 국가대표팀
릿쿄 대학에 재학 중이던 1958년 12월 25일 홍콩과의 친선 경기에서 국제 A매치 데뷔전을 치렀고 이후 2번의 아시안 게임(1962년, 1966년)에 출전하여 1966년 아시안 게임 동메달을 획득한 뒤 1968년 하계 올림픽 본선 5경기에서 2골(브라질전, 프랑스전)을 기록하며 일본 축구 역사상 올림픽 첫 메달(동메달)의 주역이 되었으며 이듬해인 1969년 A매치 통산 39경기 12골의 기록을 남기고 은퇴를 선언했다.

## 지도자 시절
1969년 현역 은퇴 직후 친정팀인 신일본제철 야와타의 감독으로 부임하여 1975년까지 팀을 이끌며 1969년과 1971년 일본 사커 리그 3위, 천황배 2회 연속 8강 등의 성적을 이끌었고 1980년에는 일본 A대표팀의 수석 코치로 부임하여 1980년 하계 올림픽 아시아 지역 예선에 참가하여 2조 1라운드에서 3승 1무 1패의 나쁘지 않은 성적을 거두었음에도 불구하고 3위에 그치며 올림픽 본선 진출에 실패했으며 이후 1995년 12월 7일 일본 지바현에서 59세의 나이에 심부전으로 생을 마감했고 사후 11년이 지난 2006년 일본 축구 명예의 전당에 이름을 올렸다.

## 통계
| 일본 | 일본 | 일본 |
| 연도 | 출전 | 득점 |
| ---- | ---- | ---- |
| 1958 | 2    | 1    |
| 1959 | 8    | 4    |
| 1960 | 1    | 0    |
| 1961 | 6    | 1    |
| 1962 | 3    | 0    |
| 1963 | 5    | 3    |
| 1964 | 1    | 0    |
| 1965 | 3    | 0    |
| 1966 | 2    | 1    |
| 1967 | 3    | 1    |
| 1968 | 2    | 0    |
| 1969 | 3    | 1    |
| 통산 | 39   | 12   |